# Axel Bergman (skådespelare)
Axel Leonard Bergman, född 17 maj 1878 i Hedvig Eleonora församling, Stockholm, död 31 augusti 1957 på Höstsol i Täby, var en svensk skådespelare  och teaterdirektör.
Han var bror till konstnären Oskar Bergman. Axel Bergman är begravd på Sandsborgskyrkogården.

## Filmografi
- 1944 – Kejsarn av Portugallien

## Teater

### Roller
| År   | Roll                       | Produktion                                                 | Regi                         | Teater            |
| ---- | -------------------------- | ---------------------------------------------------------- | ---------------------------- | ----------------- |
| 1918 |                            | Toffelhjälten Ernest Blum och Raoul Toché                  | Axel Bergman                 | Pallas-Teatern    |
| 1928 | Arbetare Poliskonstapel    | Hoppla, vi lever! Ernst Toller                             | Per Lindberg                 | Dramaten          |
| 1932 | Tillinger, handlande       | Tjuvar och hedersmän Winchell Smith                        | Oscar Lund                   | Folkteatern       |
| 1932 | Anton Schultz, f.d. sjöman | Onsdagsflickan Paul Sarauw                                 | Albert Ranft                 | Folkteatern       |
| 1934 | Andre grenadjären          | De hundra dagarna Benito Mussolini och Giovacchino Forzano | Rune Carlsten                | Dramaten          |
| 1942 |                            | Kvinnan väntar Artur Lundkvist                             | Anna Norrie Sandro Malmquist | Folkan            |
| 1944 |                            | Vår väg mot framtiden Rudolf Värnlund                      | Ingrid Luterkort             | Dramatikerstudion |

### Fotnoter
1. ↑  ”Axel Bergman”. Svensk Filmdatabas. http://www.sfi.se/sv/svensk-filmdatabas/Item/?type=PERSON&itemid=61900&ref=%2ftemplates%2fSwedishFilmSearchResult.aspx%3fid%3d1225%26epslanguage%3dsv%26searchword%3dAxel+Bergman%26type%3dPerson%26match%3dBegin%26page%3d1%26prom%3dFalse. Läst 10 oktober 2012.
2. ↑  Dödsannons i Dagens Nyheter, 8 september 1957, sid. 31
3. ↑  Svenska Dagbladet, 11 september 1957, sid. 8
4. ↑  SvenskaGravar
5. ↑  Odd (16 november 1918). ”Teater Musik”. Dagens Nyheter:  s. 6. https://arkivet.dn.se/tidning/1918-11-16/310/6. Läst 25 september 2020.
6. ↑  ”Teater Musik Film”. Dagens Nyheter:  s. 7. 16 januari 1932. http://arkivet.dn.se/arkivet/tidning/1932-01-16/14/7. Läst 25 september 2020.
7. ↑  ”'Onsdagsflickan' på Folkteatern”. Dagens Nyheter:  s. 4. 13 februari 1932. http://arkivet.dn.se/arkivet/tidning/1932-02-13/42/4. Läst 3 januari 201.
8. ↑  ”Dramatikerstudion börjar igen”. Dagens Nyheter:  s. 13. 11 oktober 1942. http://arkivet.dn.se/arkivet/tidning/1942-10-11/276/13. Läst 27 mars 2016.
9. ↑  ”Teater Musik Film”. Dagens Nyheter:  s. 14. 26 april 1944. Arkiverad från originalet den 24 november 2021. https://web.archive.org/web/20211124135759/https://cached-images.bonnier.news/swift/kb-archive-dn-web/helbild-dagens-nyheter-onsdag-26-april-1944-sida-14_1950.jpeg. Läst 24 november 2021.